# Servicio de Inteligencia Militar
El Servicio de Inteligencia Militar (SIM) fue la policía secreta de la República Dominicana en los últimos años de la dictadura de Rafael Leónidas Trujillo. Esta organización represiva aterrorizaba a la población con crímenes y torturas y tenía en su nómina a miles de agentes secretos diseminados en todo el país. Los agentes de SIM también operaban en Cuba, México, Guatemala, Nueva York, Costa Rica y Venezuela.

## Historia del SIM
Rafael Leónidas Trujillo implantó un régimen de terror basado en un aparato policial y militar que practicaba sistemáticamente la persecución, la tortura y el asesinato tanto dentro y fuera del país junto a un sistema de espionaje y vigilancia, el SIM. Las primeras actividades del grupo comienzan en 1957, cesando cinco años después, tras la muerte de Trujillo.
En orden cronológico, los jefes del SIM fueron los militares:
- General Arturo Espaillat, alias Navajita desde 1957 a 1959
- Coronel Johnny Abbes García, sin formación militar, a partir de 1959 al 1960
- Coronel Cándido Torres, alias Candito, desde 1960
- Coronel Roberto Figueroa Carrión desde 1961 hasta su disolución en 1962

Entre sus variadas funciones estaba la de vigilar atemorizando a la gente de la calle en general, y en particular, a los funcionarios públicos y los miembros de las fuerzas armadas. El objetivo era, esencialmente, obtener información y defender a toda costa los intereses de Trujillo, además de someter a los opositores al régimen. 
Al integrante del SIM se lo conocía popularmente como calié. Solían patrullar y desplazarse en autos VW modelo Beetle color oscuro llamados cepillos por la población.
El SIM tenía varios centros de torturas, como La Cárcel del 9 o La Cárcel de la 40, donde sus integrantes aplicaban a los prisioneros métodos de tortura introducidos por Johnny Abbes García, entre ellos, el "trono", descrito en La Fiesta del Chivo, del peruano Mario Vargas Llosa, como una especie de silla eléctrica armada con el asiento de un Jeep. 
El SIM fue disuelto por el Gobierno de Joaquín Balaguer en 1962, después de la caída de Trujillo. Balaguer, al referirse a esta organización, afirmó que "los calieses del SIM, esa banda de facinerosos queda extirpada del estado dominicano", olvidando la utilidad personal que pudiera haber obtenido de sus actividades.

## Integrantes
- Johnny Abbes García
- Luis José León Estévez
- César Rodríguez Villeta
- Cándido Torres
- José Ángel Rodríguez Villa.

## Crímenes atribuidos
- Las hermanas Mirabal (Patria, Minerva y María Teresa Mirabal), que fueron asesinadas el 25 de noviembre de 1960. Su muerte fue disfrazada como un accidente de tránsito.[2]
- El secuestro, tortura y asesinato del exiliado Jesús Galíndez, militante del Partido Nacionalista Vasco, al que Trujillo acusó de traición.[3][4][5]
- Asesinato en México del periodista español José Almoina.[6][5][7]
- Detonación de una bomba cuando el mandatario venezolano Rómulo Betancourt se desplazara camino a un acto oficial. Betancourt se había convertido en el principal enemigo del trujillismo en el exterior y desde las tribunas de la Organización de Estados Americanos (OEA).[2]